# Вестгото-франкские войны
Вестогото-франкские войны — ряд войн между варварскими королевствами вестоготов и франков, в которых также участвовали бургунды, остготы и византийцы. Итогом войн стал захват франками большей части Южной Франции.

## Предыстория
В 486 году Хлодвиг I разгромил галло-римлян, вынудив полководца Сиагрия бежать ко двору Алариха II. Вероятно, в 487 г., когда Хлодвиг грабил землю и осаждал сопротивлявшиеся города (по крайней мере, Верден и Париж), он послал королю вестготов ультиматум: сдать Сиагрия или рискнуть войной. Не желавший сражаться с франками западный монарх выдал римлянина, которого Хлодвиг немедленно казнил.

## Первая война (492—496)
К 491 году Хлодвиг стабилизировал захваченную территорию и начал готовиться выступить против Алариха. Поэтому вскоре он осадил Нант; бывший самым северным городом под властью вестготов. Нант сопротивлялся шестьдесят дней, франкский полководец Хилон под впечатлением от этого обратился в христианство. На этом этапе Аларих, по-видимому, отказался дать битву Хлодвигу, позволив тому осаждать Пуатье, Сент и Бордо. Во время штурма последнего был взят в плен важный вестготский дворянин герцог Суатриус Бордоский. Во время своего возвращения из Бордо Хлодвиг мог захватить Тур.
В 496 г., несмотря на победу в битве при Толбиаке против алеманнов, франки понесли тяжелые потери (и, возможно, пострадали от внутренних беспорядков). Увидев возможность, Аларих быстро отбил Бордо, Сент, Пуатье и Тур (если он был взят франками). Таким образом, война в основном сводилась к нулю, даже несмотря на захват Нанта.

## Бургундская гражданская война (500—501)
Брат короля бургундов Гундобада Годегизель соблазнил своего шурина Хлодвига обещанием ежегодной дани и территориальных уступок в обмен на свержение нынешнего правителя, и в 500 году франки вошли в королевство. Гундобад попросил помощи у своего брата, и вместе братья выступили против захватчиков. Три армии встретились недалеко от Дижона, вскоре Гундобад после сражения с союзниками бежал в Авиньон. Победив, Годегизель удалился во Вьен и стал королём, но Хлодвиг не был удовлетворен полученным и двинулся на осаду Авиньона. Однако после продолжительной осады римский магистрат города и генерал Аридий убедили Хлодвига, что город нельзя взять. Поэтому Хлодвиг покинул королевство после переговоров с Гундобадом, который согласился платить ежегодную дань..
В 501 г. недовольный Гундобад вступил в союз с Аларихом II, прекратив платить ежегодную дань Хлодвигу и с помощью вестготов осадил своего брата в Вьене. Когда город пал, Гундобад казнил Годегизеля и многих его сторонников, восстановив себя как короля. Гундобад отправил франкских пленников к Алариху и подарил ему Авиньон. Короли вестготов и франков встретились недалеко от деревни Амбуаз, где Аларих согласился освободить пленников, а Хлодвиг вернул все вестготские территории, которые он все ещё удерживал.

## Вторая война (507—508)

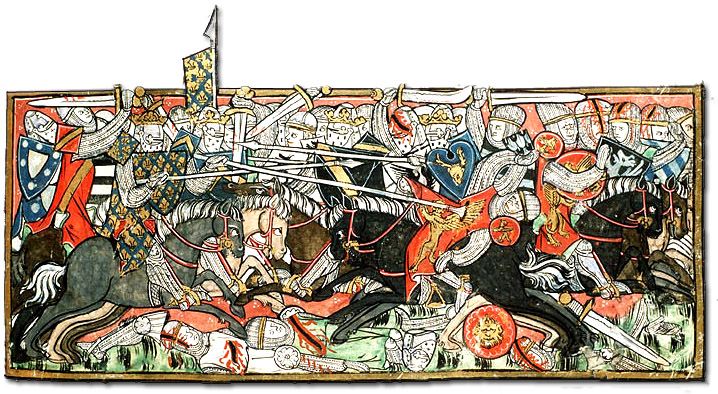
Хлодвиг сражается с вестготами.

Вступив в союз с армориками около 503 года и получив одобрение магнатов своего королевства, Хлодвиг в 507 г. начал завоевание Аквитании, в то же время запретив своим людям грабить её. Во время марша из Нанта в Пуатье армия Хлодвига была атакована Аларихом II, опасавшимся объединения франков с местными христианами. Это событие упоминается как битва при Вуйе, хотя о ней мало что известно. Ядро вестготской армии было уничтожено, Аларих II был убит (предположительно Хлодвигом в единоборстве).
Хлодвиг послал своего сына Теодориха возглавить самостоятельную кампанию. Франкский принц продвинулся из Клермона в Родез и, наконец, прибыл в Альби. Тем временем Гундобад с помощью франков осадил Арль, но после продолжительной осады вмешались остготы и нанесли врагам большие потери, вынудив их отступить.
Хлодвиг смог отбить Бордо до конца 507 года и провести там зиму. В следующем году Хлодвиг смог захватить вражескую столицу Тулузу и казну вместе с ней. Вестготский двор переместился в Нарбонну, поэтому Хлодвиг стремился захватить и её, однако город был защищен гористой местностью, поэтому Хлодвиг был вынужден осадить Каркассон, расположенный между Тулузой и Нарбоном. Осада была неудачной, ибо прибывшему отряду остготов удалось отбросить франков. Побеждённый Хлодвиг повернул назад и захватил Ангулем, который сначала проигнорировал. Чтобы свести на нет шансы остготов вернуть какие-либо города, Хлодвиг разместил обширные гарнизоны.